# YPFB Transporte
YPFB Transporte S.A. (anteriormente Transredes) es una filial de la empresa estatal petrolera boliviana, Corporación YPFB que opera una red de ductos de aproximadamente 6,000 kilómetros para el transporte de gas natural e hidrocarburos líquidos. Esta red atraviesa 7 departamentos, más de 90 municipios y aproximadamente 670 comunidades, llegando también a los mercados del Brasil, Argentina y Chile.

## Historia
- La empresa se creó el año 1997 bajo el nombre de Transporte de Hidrocarburos Transredes S.A. como parte del proceso de Capitalización, realizado por el Gobierno del Presidente Gonzalo Sánchez de Lozada. Esta compañía que inició actividades en Bolivia en abril de 1997, después que un año antes un consorcio extranjero comprara las acciones de la Unidad de Transporte de YPFB. La participación mayoritaria era de TR Holdings, integrada por Enron y Shell, que compró el 50 por ciento de las acciones por 263.500.000 dólares.[3]
- El año 2006, el inicio de la nacionalización del sector petrolero en mayo de 2006, YPFB mantuvo una participación minoritaria en Transredes de 33,56 por ciento; luego, en abril de 2008 logró captar más de 14 por ciento de títulos., por lo cual, se transfirieron las acciones al Estado Boliviano.
- En 2007, el paquete fue adquirido por Ashmore Energy International (AEI) Transportadora Holdings Spain.
- 1 de mayo de 2008, el Gobierno nacionalizó poco más de 2 por ciento de las acciones para tener por lo menos el 50 por ciento más un título.
- En junio de 2008, la administración de Evo Morales optó por la confiscación y tomó las instalaciones de la empresa y asumió la propiedad del 97 por ciento de las acciones.[3]
- En agosto de 2008 se cambia la denominación de la empresa de Transredes S.A. a YPFB Transporte S.A.[3]